# Bistrița (Sereth)
Die Bistrița, deutsch Bistritz oder Bistritza, ist ein rechter Nebenfluss des Sereth in Rumänien.
Sie entspringt als Bistrița Aurie („Goldene Bistritz“) im Rodnaer Gebirge (rumänisch Munții Rodnei, ungarisch Radnai-havasok) und durchströmt die ganze Breite der Ostkarpaten in der Region Moldau (Moldova), kreuzt ein Stück der ehemaligen Bukowina und mündet dann unterhalb von Bacău von rechts in den Sereth, welcher wiederum bei Galați in die Donau und diese wenig später in das Schwarze Meer mündet. Der Fluss hat eine Länge von 290 km, ein Einzugsgebiet von 6974 km² und (kurz von seiner Mündung in den Sereth) eine Wasserführung von 66 m³/s. Im Verlauf des Flusses liegt der zwischen 1950 und 1960 errichtete Stausee Izvorul Muntelui, der eine Fläche von 33 km² bedeckt.